# District des West Khasi Hills
Le district des West Khasi Hills est un district de l'État du Meghalaya, en Inde.

## Géographie
Au recensement de 2001, sa population compte 294 115 habitants.
Son chef-lieu est la ville de Nongstoin. 